# موتور جت تنفس هوا
موتور جت تنفس هوا (یا موتور جت مجرای)، موتور جتی است که جت گازهای داغ خروجی از هوا ایجاد می‌کند که توسط چندین مرحله فشرده سازی گریز از مرکز، محوری یا رام به موتور وارد می‌شود، که سپس گرم می‌شود و از طریق یک دستگاه نازل منبسط می‌شود. آنها معمولاً موتورهای توربین گازی هستند. اکثر جریان جرم از طریق یک موتور جت تنفس هوا توسط هوای گرفته شده از خارج از موتور تأمین می‌شود و در داخل با استفاده از انرژی ذخیره شده به شکل سوخت گرم می‌شود.
همه موتورهای جت تنفس هوای عملی موتورهای احتراق داخلی هستند که مستقیماً هوا را با سوزاندن سوخت گرم می‌کنند و گازهای داغ حاصل از آن برای رانش از طریق یک نازل پیشران استفاده می‌شود، اگرچه تکنیک‌های دیگری برای گرم کردن هوا نیز آزمایش شده است (مانند موتورهای جت هسته ای). بیشتر طراحی‌های مدرن موتور جت توربوفن‌ها هستند که تا حد زیادی جایگزین توربوجت‌ها شده‌اند. این موتورهای مدرن از هسته موتور توربین گازی با نسبت فشار کلی بالا (حدود ۴۰:۱ در سال ۱۹۹۵) و دمای ورودی توربین بالا (حدود ۱۸۰۰ کلوین در سال ۱۹۹۵) استفاده می‌کنند و بخش زیادی از رانش خود را با یک توربین مرحله فن موتوردار، نه با رانش خالص اگزوز مانند یک توربوجت تأمین می‌کنند. این ویژگی‌ها با هم ترکیب می‌شوند تا راندمان بالایی نسبت به یک توربوجت ایجاد کنند. تعدادی از موتورهای جت از افکت ram ساده (ramjet) یا احتراق پالس (pulsejet) برای ایجاد فشرده سازی استفاده می‌کنند.

## پیش زمینه
موتور اصلی جت توربین گازی تنفس هوا، توربوجت بود. این مفهومی بود که توسط دو مهندس، فرانک ویتل در انگلستان و هانس فون اوهاین در آلمان، زنده شد. توربوجت هوا را فشرده و گرم می‌کند و سپس آن را به عنوان یک جت با سرعت بالا و دمای بالا برای ایجاد نیروی رانش تخلیه می‌کند. در حالی که این موتورها قادر به ارائه سطوح رانش بالا هستند، به دلیل طبیعت کم جریان جرم و سرعت زیاد اگزوز جت، در سرعت‌های بسیار بالا (بیش از ۱ ماخ) کارآمدتر هستند.
توربوفن‌های مدرن توسعه ای از توربوجت هستند. آنها اساساً یک توربوجت هستند که شامل بخش جدیدی به نام مرحله فن هستند. موتور توربوفن به جای استفاده از تمام گازهای خروجی خود برای ایجاد نیروی رانش مستقیم مانند یک توربوجت، مقداری از قدرت را از گازهای خروجی داخل موتور استخراج می‌کند و از آن برای تأمین انرژی مرحله فن استفاده می‌کند. مرحله فن حجم زیادی از هوا را از طریق یک مجرا شتاب می‌دهد و هسته موتور (جزء واقعی توربین گاز موتور) را دور می‌زند و آن را به عنوان یک جت از عقب بیرون می‌کند و نیروی رانش ایجاد می‌کند. بخشی از هوا که از مرحله فن می‌آید، به جای اینکه به سمت عقب هدایت شود، وارد هسته موتور می‌شود و در نتیجه فشرده و گرم می‌شود. مقداری از انرژی برای تأمین انرژی کمپرسورها و فن‌ها استخراج می‌شود، در حالی که باقیمانده در قسمت عقب تخلیه می‌شود. این اگزوز پر سرعت و گاز داغ با اگزوز با سرعت پایین و هوای خنک از مرحله فن ترکیب می‌شود و هر دو به نیروی رانش کلی موتور کمک می‌کنند. بسته به اینکه چه نسبتی از هوای خنک در اطراف هسته موتور دور زده می‌شود، یک توربوفن را می‌توان موتورهای بای پس کم، بای پس بالا یا بای پس بسیار بالا نامید.
موتورهای بای‌پس پایین اولین موتورهای توربوفن تولید شده بودند و بیشتر نیروی رانش خود را از گازهای اگزوز هسته داغ تأمین می‌کردند، در حالی که مرحله فن فقط مکمل این امر است. این موتورها هنوز هم معمولاً در هواپیماهای جنگنده نظامی دیده می‌شوند، زیرا دارای ناحیه جلویی کوچک‌تری هستند که در سرعت‌های مافوق صوت نیروی کششی کمتری ایجاد می‌کند و نیروی رانش تولید شده توسط موتور برای به حرکت درآوردن هواپیما بیشتر می‌شود. سطح سر و صدای نسبتاً بالای آن‌ها و مصرف سوخت زیر صوت در چنین کاربردهایی قابل قبول تلقی می‌شود، در حالی که اگرچه نسل اول هواپیماهای مسافربری توربوفن از موتورهای بای‌پس کم استفاده می‌کردند، سطح سر و صدای بالا و مصرف سوخت آن‌ها به این معنی است که آن‌ها برای هواپیماهای بزرگ از بین رفته‌اند. موتورهای بای پس بالا دارای یک فن بسیار بزرگتر هستند و بیشتر نیروی رانش خود را از هوای مجرای فن تأمین می‌کنند. هسته موتور نیرو را برای مرحله فن تأمین می‌کند و تنها بخشی از نیروی رانش کلی از جریان خروجی اگزوز هسته موتور می‌آید. یک توربوفن بای پس بالا بسیار شبیه به یک موتور توربوپراپ عمل می کند، با این تفاوت که از یک فن چند پره به جای یک ملخ چند پره استفاده می‌کند، و به یک مجرای متکی است تا جریان هوا را به درستی بردار برای ایجاد نیروی رانش است.
در چند دهه گذشته، حرکتی به سمت موتورهای بای‌پس بسیار بالا صورت گرفته است که از فن‌هایی بسیار بزرگتر از خود هسته موتور استفاده می‌کنند، که معمولاً یک طراحی مدرن و با راندمان بالا دو یا سه قرقره است. این راندمان و قدرت بالا همان چیزی است که به چنین فن‌های بزرگی اجازه می‌دهد تا قابل دوام باشند، و افزایش نیروی رانش موجود (تا ۷۵۰۰۰ پوند به ازای هر موتور در موتورهایی مانند رولزرویس ترنت XWB یا جنرال الکتریک GENx)، امکان حرکت به دوقلو بزرگ را فراهم کرده است. هواپیماهای موتوری، مانند ایرباس A350 یا بوئینگ ۷۷۷، و همچنین به هواپیماهای دو موتوره اجازه می‌دهد در مسیرهای طولانی روی آب، که قبلاً در حوزه هواپیماهای ۳ موتوره یا ۴ موتوره بودند، کار کنند.
موتورهای جت برای نیرو دادن به هواپیماها طراحی شده‌اند، اما برای نیرو دادن به خودروهای جت و قایق‌های جت برای تلاش‌های ثبت سرعت، و حتی برای مصارف تجاری مانند راه‌آهن برای پاک‌سازی برف و یخ از سوئیچ‌ها در راه‌آهن (نصب شده در واگن‌های ریلی ویژه) توسط مسیرهای مسابقه برای خشک کردن سطوح پیست پس از باران .(نصب شده در کامیون‌های مخصوص با خروج اگزوز جت بر روی سطح پیست).

## انواع موتورجت‌های تنفسی
موتورهای جت تنفس هوا تقریباً همیشه موتورهای احتراق داخلی هستند که نیروی محرکه را از احتراق سوخت داخل موتور بدست می‌آورند. اکسیژن موجود در اتمسفر برای اکسید کردن یک منبع سوخت، معمولاً یک سوخت جت مبتنی بر هیدروکربن، استفاده می‌شود. حجم مخلوط سوخته به شدت افزایش می‌یابد و هوای گرم شده را از طریق یک نازل پیشران هدایت می‌کند.
موتورهای توربین گازی:
- توربوجت
- توربوفن

موتور جت رم:
- رام جت
- اسکرام جت

موتور جت احتراق پالسی:
- موتور انفجار پالس
- موتور پالس جت
- موتور جت

### موتور توربوجت

طرح موتور توربوجت

دو مهندس، فرانک ویتل در بریتانیا و هانس فون اوهاین در آلمان، مفهوم توربوجت را به‌طور مستقل به موتورهای عملی در اواخر دهه ۱۹۳۰ توسعه دادند.
توربوجت‌ها از یک ورودی، یک کمپرسور، یک محفظه احتراق، یک توربین (که کمپرسور را به حرکت درمی‌آورد) و یک نازل پیشران تشکیل شده‌اند. هوای فشرده در محفظه احتراق گرم می‌شود و از توربین عبور می‌کند، سپس در نازل منبسط می‌شود تا یک جت پیشران با سرعت بالا تولید کند
موتورهای توربوجت دارای راندمان پیشرانه پایینی در حدود ۲ ماخ هستند و صدای جت زیادی تولید می‌کند که هر دو نتیجه سرعت بسیار بالای اگزوز است. هواپیماهای جت پیشران مدرن از توربوفن نیرو می‌گیرند. این موتورها با سرعت اگزوز کمتر، صدای جت کمتری تولید می‌کنند و سوخت کمتری مصرف می‌کنند. هنوز هم از توربوجت‌ها برای تأمین انرژی موشک‌های کروز میان برد استفاده می‌شود به دلیل سرعت بالای اگزوز، ناحیه جلویی کم، که کشش را کاهش می‌دهد و سادگی نسبی، که هزینه را کاهش می‌دهد.

### موتور توربوفن

یک موتور توربوفن متحرک

اکثر موتورهای جت مدرن توربوفن هستند. کمپرسور کم فشار (LPC) که معمولاً به عنوان فن شناخته می‌شود، هوا را به یک کانال بای‌پس فشرده می‌کند در حالی که قسمت داخلی آن کمپرسور هسته را سوپرشارژ می‌کند. فن اغلب بخشی جدایی ناپذیر از یک LPC هسته چند مرحله ای است. جریان هوای بای پس یا به یک «نازل سرد» جداگانه منتقل می‌شود یا با گازهای خروجی توربین فشار پایین مخلوط می‌شود، قبل از اینکه از طریق «نازل جریان مخلوط» منبسط شود.
در دهه ۱۹۶۰ تفاوت چندانی بین موتورهای جت نظامی و غیرنظامی وجود نداشت، جدای از استفاده از پس سوز در برخی کاربردها (فوق صوت). امروزه از توربوفن‌ها برای هواپیماهای مسافربری استفاده می‌شود زیرا سرعت اگزوز آنها بهتر با سرعت پرواز زیر صوت هواپیما مطابقت دارد. در سرعت پرواز هواپیما، سرعت اگزوز موتور توربوجت بسیار زیاد است و انرژی را هدر می‌دهد. سرعت اگزوز کمتر از یک توربوفن باعث مصرف سوخت بهتر می‌شود. افزایش جریان هوا از فن، نیروی رانش بالاتری را در سرعت‌های پایین ایجاد می‌کند. سرعت اگزوز کمتر نیز صدای جت بسیار کمتری می‌دهد.
فن نسبتاً بزرگ جلویی اثرات متعددی دارد. در مقایسه با یک توربوجت با رانش یکسان، یک توربوفن سرعت جریان جرم هوای بسیار بیشتری دارد و جریان از طریق مجرای بای پس بخش قابل توجهی از رانش را ایجاد می‌کند. هوای مجرای اضافی مشتعل نشده است که به آن سرعت آهسته می‌دهد، اما برای تأمین این رانش به سوخت اضافی نیاز نیست. در عوض، انرژی از هسته مرکزی گرفته می‌شود که به آن سرعت اگزوز کاهش می‌یابد؛ بنابراین سرعت متوسط هوای خروجی مخلوط کاهش می‌یابد (رانش ویژه کم) که انرژی کمتری هدر می‌دهد اما حداکثر سرعت را کاهش می‌دهد. به‌طور کلی، یک توربوفن می‌تواند بسیار کم مصرف‌تر و کم‌صداتر باشد، و به نظر می‌رسد که فن همچنین اجازه می‌دهد تا رانش خالص بیشتری در سرعت‌های آهسته در دسترس باشد.
بنابراین، امروزه توربوفن‌های معمولی دارای سرعت اگزوز پایینی هستند (تراست ویژه کم – رانش خالص تقسیم بر جریان هوا) تا صدای جت را به حداقل برسانند و بازده سوخت را بهبود بخشند. در نتیجه، نسبت بای پس (جریان بای پس تقسیم بر جریان هسته) نسبتاً بالا است (نسبت‌های ۴:۱ تا ۸:۱ رایج هستند)، با رولزرویس ترنت XWB به ۱۰:۱ نزدیک می‌شود. فقط یک مرحله فن مورد نیاز است، زیرا یک رانش خاص پایین به معنی نسبت فشار پایین فن است.
توربوفن‌ها در هواپیماهای غیرنظامی معمولاً دارای یک قسمت جلوی بزرگ برای قرار دادن یک فن بسیار بزرگ هستند، زیرا طراحی آنها شامل حجم بسیار بیشتری از هوا است که هسته را دور می‌زند تا بتوانند از این اثرات بهره ببرند، در حالی که در هواپیماهای نظامی، که صدا و کارایی کمتری دارند. در مقایسه با عملکرد و درگ مهم است، مقدار کمتری از هوا معمولاً هسته را دور می‌زند. توربوفن‌های طراحی‌شده برای هواپیماهای غیرنظامی زیر صوت معمولاً فقط یک فن جلویی دارند، زیرا نیروی رانش اضافی آن‌ها توسط یک توده هوای اضافی که فقط به‌طور متوسط فشرده می‌شود، به جای مقدار کمتری از هوا که به شدت فشرده می‌شود، ایجاد می‌شود.
با این حال، توربوفن‌های نظامی دارای رانش ویژه نسبتاً بالایی هستند تا نیروی رانش را برای یک منطقه جلویی معین به حداکثر برسانند، نویز جت در کاربردهای نظامی نسبت به مصارف غیرنظامی نگرانی کمتری دارد. فن‌های چند مرحله ای معمولاً برای رسیدن به نسبت فشار نسبتاً بالای فن مورد نیاز برای رانش ویژه بالا مورد نیاز هستند. اگرچه معمولاً از دمای بالای ورودی توربین استفاده می‌شود، نسبت بای پس پایین است، معمولاً به‌طور قابل توجهی کمتر از ۲٫۰.

### توربوپراپ و توربوشفت

موتور توربوپراپ

موتورهای توربوپراپ مشتقات موتورهای جت، توربین‌های گازی ساکن هستند که کار را از جت اگزوز داغ استخراج می‌کنند تا یک شفت دوار را بچرخانند، که سپس برای تولید نیروی رانش به روش‌های دیگر استفاده می‌شود. در حالی که موتورهای جت کاملاً به مکانیزم کمکی برای تولید نیروی رانش متکی نیستند، توربوپراپ‌ها بسیار شبیه به سایر موتورهای جت مبتنی بر توربین هستند و اغلب به این صورت توصیف می‌شوند.
در موتورهای توربوپراپ، بخشی از نیروی رانش موتور به جای تکیه بر اگزوز جت پرسرعت، با چرخاندن پروانه تولید می‌شود. توربوپراپ‌ها با تولید نیروی رانش در هر دو طرف، گهگاه به عنوان نوعی موتور جت هیبریدی شناخته می‌شوند. تفاوت آنها با توربوفن‌ها در این است که یک پروانه سنتی، به جای یک فن مجرای، بیشترین نیروی رانش را فراهم می‌کند. بیشتر توربوپراپ‌ها از چرخ دنده بین توربین و پروانه استفاده می‌کنند. (توربوفن‌های دنده ای نیز دارای کاهش دنده هستند، اما کمتر رایج هستند) اگزوز هات جت اقلیت مهمی از رانش است و حداکثر نیروی رانش با تطبیق دو سهم رانش به دست می‌آید.  توربوپراپ‌ها معمولاً عملکرد بهتری نسبت به توربوجت‌ها یا توربوفن‌ها در سرعت‌های پایین دارند که راندمان ملخ بالاست، اما در سرعت‌های بالا به‌طور فزاینده‌ای پر سر و صدا و ناکارآمد می‌شوند. 
موتورهای توربوشفت بسیار شبیه به توربوپراپ‌ها هستند، با این تفاوت که تقریباً تمام انرژی موجود در اگزوز برای چرخاندن شفت دوار استخراج می‌شود که به جای یک ملخ برای نیرو دادن به ماشین‌آلات استفاده می‌شود. هلیکوپتر.

### پروپفان

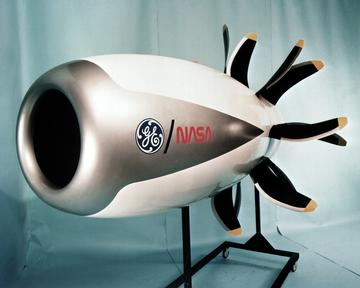
یک موتور پروفن

موتور پروفن (همچنین به آن «فن بدون مجرا»، «روتور باز» یا «بای پس فوق‌العاده بالا» نیز گفته می‌شود) یک موتور جت است که از ژنراتور گاز خود برای تأمین انرژی یک فن در معرض، مشابه موتورهای توربوپراپ استفاده می‌کند. مانند موتورهای توربوپراپ، پروفن‌ها بیشتر نیروی رانش خود را از پروانه تولید می‌کنند و نه جت اگزوز. تفاوت اصلی بین طراحی توربوپراپ و پروفن در این است که تیغه‌های پروانه روی پروفن به شدت جاروب می‌شوند تا به آن‌ها اجازه می‌دهد با سرعت‌های حدود ۰٫۸ ماخ کار کنند، که قابل رقابت با توربوفن‌های تجاری مدرن است. این موتورها دارای مزایای بهره‌وری سوخت توربوپراپ با قابلیت عملکرد توربوفن‌های تجاری هستند. در حالی که تحقیقات و آزمایش‌های قابل توجهی (از جمله آزمایش پرواز) روی پروفن‌ها انجام شده است، هیچ‌کدام وارد تولید نشده‌اند.

## ترکیبات اصلی

اجزای اصلی یک موتور توربوفن

اجزای اصلی یک توربوجت شامل ارجاع به توربوفن‌ها، توربوپراپ‌ها و توربوشفت‌ها می‌باشد.

### بخش سرد
- ورودی هوا (ورودی) - برای هواپیماهای مادون صوت، ورودی مجرای است که برای اطمینان از جریان هوای صاف به داخل موتور علیرغم نزدیک شدن هوا به ورودی از جهاتی به غیر از مستقیم جلو، لازم است. این روی زمین از بادهای متقاطع و در هنگام پرواز با حرکات زمین و انحراف هواپیما اتفاق می‌افتد. طول کانال برای کاهش کشش و وزن به حداقل می‌رسد.[۸] هوا با حدود نصف سرعت صوت وارد کمپرسور می‌شود، بنابراین در سرعت‌های پروازی کمتر از این، جریان در امتداد ورودی شتاب می‌گیرد و در سرعت‌های پروازی بالاتر سرعت آن کاهش می‌یابد؛ بنابراین پروفیل داخلی ورودی باید هم جریان شتاب‌دهنده و هم جریان پخش کننده را بدون تلفات ناخواسته در خود جای دهد. برای هواپیماهای مافوق صوت، ورودی دارای ویژگی‌هایی مانند مخروط‌ها و رمپ‌ها برای تولید کارآمدترین سری امواج ضربه ای است که با کاهش سرعت جریان مافوق صوت ایجاد می‌شود. هوا از طریق امواج ضربه ای از سرعت پرواز به سرعت مادون صوت کاهش می‌یابد و سپس از طریق قسمت زیر صوت ورودی به حدود نصف سرعت صوت در کمپرسور می‌رسد. سیستم خاصی از امواج ضربه ای، با توجه به بسیاری از محدودیت‌ها مانند هزینه و نیازهای عملیاتی، برای به حداقل رساندن تلفات انتخاب می‌شود که به نوبه خود بازیابی فشار در کمپرسور را به حداکثر می‌رساند.[۹]
- Compressor یاFan - کمپرسور از مراحل تشکیل شده است. هر مرحله از پره‌های چرخان و استاتورها یا پره‌های ثابت تشکیل شده است. با حرکت هوا در کمپرسور، فشار و دمای آن افزایش می‌یابد. قدرت به حرکت درآوردن کمپرسور از توربین (نگاه کنید به زیر)، به عنوان گشتاور شفت و سرعت می‌آید.
- کانال‌های بای پس جریان را از فن با حداقل تلفات به نازل پیشرانه بای پس می‌رسانند. همچنین جریان فن ممکن است قبل از ورود به یک نازل پیشرانه با اگزوز توربین مخلوط شود. در ترتیب دیگری ممکن است یک پس سوز بین میکسر و نازل نصب شود.
- Shaft - شفت توربین را به کمپرسور متصل می‌کند و بیشتر طول موتور را اجرا می‌کند. ممکن است سه شفت متحدالمرکز وجود داشته باشد که با سرعت‌های مستقل می‌چرخند و به تعداد مجموعه‌ای از توربین‌ها و کمپرسورها می‌چرخند. هوای خنک‌کننده برای توربین‌ها ممکن است از طریق شفت از کمپرسور جریان یابد.
- بخش پخش‌کننده: - دیفیوزر سرعت هوای تحویل کمپرسور را کاهش می‌دهد تا تلفات جریان در محفظه احتراق کاهش یابد. هوای کندتر نیز برای کمک به تثبیت شعله احتراق مورد نیاز است و فشار استاتیکی بالاتر راندمان احتراق را بهبود می‌بخشد.[۱۰]

### بخش داغ
- محفظه احتراق یا محفظه احتراق - سوخت پس از احتراق اولیه در هنگام استارت موتور به‌طور مداوم می‌سوزد.

- توربین - توربین مجموعه ای از دیسک‌های پره ای است که مانند آسیاب بادی عمل می‌کند و انرژی را از گازهای داغ خارج شده از احتراق استخراج می‌کند. مقداری از این انرژی برای به حرکت درآوردن کمپرسور استفاده می‌شود. موتورهای توربوپراپ، توربوشفت و توربوفن دارای مراحل توربین اضافی برای به حرکت درآوردن پروانه، فن بای پس یا روتور هلیکوپتر هستند. در یک توربین آزاد، توربین که کمپرسور را هدایت می‌کند، مستقل از آن چیزی که پروانه یا روتور هلیکوپتر را تغذیه می‌کند، می‌چرخد. هوای خنک‌کننده که از کمپرسور خارج می‌شود، ممکن است برای خنک کردن پره‌ها، پره‌ها و دیسک‌های توربین استفاده شود تا دمای گاز ورودی توربین بالاتر برای دمای مواد مشابه توربین ایجاد شود. **تیغه ای با خنک‌کننده داخلی همان‌طور که در توربین فشار قوی اعمال می‌شود

تیغه ای با خنک‌کننده داخلی همان‌طور که در توربین فشار قوی اعمال می‌شود

- Afterburner یا گرم کردن مجدد (بریتانیایی) - (عمدتاً نظامی) با سوزاندن سوخت در لوله جت نیروی رانش اضافی ایجاد می‌کند. این گرم شدن مجدد گاز خروجی توربین باعث افزایش دمای ورودی نازل پیشرانه و سرعت خروجی اگزوز می‌شود. ناحیه نازل افزایش یافته است تا حجم ویژه بالاتر گاز خروجی را در خود جای دهد. این جریان هوا را از طریق موتور حفظ می‌کند تا از عدم تغییر در ویژگی‌های عملکرد آن اطمینان حاصل شود.

- اگزوز یا نازل - گازهای خروجی توربین از نازل پیشران عبور می‌کنند تا یک جت با سرعت بالا تولید کنند. نازل معمولاً با یک ناحیه جریان ثابت همگرا است.
- Supersonic nozzle - برای نسبت فشار نازل بالا (فشار ورودی نازل/فشار محیطی) از نازل همگرا-واگرا (de Laval) استفاده می‌شود. انبساط به فشار اتمسفر و سرعت گاز مافوق صوت در پایین دست گلو ادامه می‌یابد و نیروی رانش بیشتری تولید می‌کند.

اجزای مختلف نام‌گذاری شده در بالا محدودیت‌هایی در نحوه کنار هم قرار دادن آنها برای ایجاد بیشترین بازده یا عملکرد دارند. عملکرد و کارایی یک موتور را هرگز نمی‌توان به صورت مجزا در نظر گرفت. به عنوان مثال، راندمان سوخت/فاصله موتور جت مافوق صوت در حدود ۲ ماخ به حداکثر می‌رسد، در حالی که نیروی پسا برای وسیله نقلیه حامل آن به عنوان یک قانون مربع افزایش می‌یابد و در ناحیه فراصوتی کشش بسیار بیشتری دارد؛ بنابراین بالاترین راندمان سوخت برای خودروی کلی معمولاً ۰٫۸۵ ماخ است.
برای بهینه‌سازی موتور برای استفاده مورد نظر، در این‌جا مهم طراحی ورودی هوا، اندازه کلی، تعداد مراحل کمپرسور (مجموعه پره‌ها)، نوع سوخت، تعداد مراحل اگزوز، متالورژی قطعات، مقدار هوای بای‌پس مورد استفاده، جایی که بای‌پس است. هوا معرفی شده است و بسیاری از عوامل دیگر. یک مثال طراحی ورودی هوا است.

## عمل

### چرخه موتور

چرخه برایتون

ترمودینامیک یک موتورجت معمولی تنفس هوا تقریباً توسط یک چرخه برایتون مدل‌سازی می‌شود که یک چرخه ترمودینامیکی است که عملکرد موتور توربین گاز را توصیف می‌کند، که اساس موتور جت تنفس هوا و غیره است. این به نام جورج برایتون (۱۸۳۰–۱۸۹۲)، مهندس آمریکایی ثبت شده است که اگر چه آن در اصل پیشنهاد شده و ثبت شده توسط مرد انگلیسی جان باربر در ۱۹۷۱ است. گاهی اوقات به عنوان چرخه ژول نیز شناخته می‌شود.

## طرح‌های پیشرفته

### رامجت

شماتیک یک موتور رم جت، که در آن "M" عدد ماخ جریان هوا است.

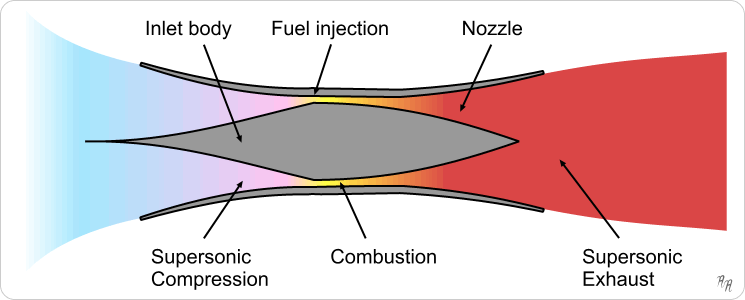
عملکرد موتور اسکرام جت

رم‌جت نوعی موتور جت تنفسی است که از حرکت رو به جلو موتور برای فشرده‌سازی هوای ورودی، بدون کمپرسور چرخشی استفاده می‌کند. رم‌جت‌ها نمی‌توانند نیروی رانش را با سرعت هوایی صفر تولید کنند و بنابراین نمی‌توانند هواپیما را از حالت سکون حرکت دهند. رم‌جت‌ها برای عملکرد خوب به سرعت رو به جلو قابل توجهی نیاز دارند و به عنوان یک کلاس در سرعت‌های حدود ۳ ماخ کارآمدترین کارکرد را دارند. این نوع جت می‌تواند تا سرعت ۶ ماخ کار کند.
آن‌ها از سه بخش تشکیل شده‌اند. یک ورودی برای فشرده‌سازی هوای ورودی، یک محفظه احتراق برای تزریق و احتراق سوخت و یک نازل برای بیرون راندن گازهای داغ و تولید نیروی رانش. رم‌جت‌ها برای فشرده سازی مؤثر هوای ورودی به سرعت نسبتاً بالایی نیاز دارند، بنابراین رم‌جت‌ها نمی‌توانند در حالت سکون کار کنند و در سرعت‌های مافوق صوت بیشترین کارایی را دارند. یکی از ویژگی‌های کلیدی موتورهای رم جت این است که احتراق در سرعت‌های زیر صوت انجام می‌شود. هوای ورودی مافوق صوت به‌طور چشمگیری از طریق ورودی کاهش می‌یابد، جایی که سپس با سرعت بسیار پایین‌تر و مادون صوت احتراق می‌شود. با این‌حال، هرچه هوای ورودی سریع‌تر باشد، کاهش سرعت آن به سرعت زیر صوت کمتر می‌شود؛ بنابراین، موتورهای رم‌جت به حدود ۵ ماخ محدود هستند.
رم جت‌ها می‌توانند به ویژه در کاربردهایی که به موتور کوچک و ساده برای استفاده با سرعت بالا نیاز دارند، مانند موشک‌ها مفید باشند، در حالی که طراحان سلاح، به دنبال استفاده از فناوری رام جت در گلوله‌های توپ‌خانه برای ایجاد برد بیشتر هستند؛ پیش‌بینی می‌شود که یک گلوله خمپاره ۱۲۰ میلی‌متری، اگر توسط یک رمجت کمک شود، می‌تواند به برد ۲۲ مایل (۳۵ کیلومتر) برسد. آنها همچنین به عنوان جت‌های نوک بر روی روتور هلیکوپتر به‌طور موفقیت‌آمیزی، هرچند نه کارآمد، استفاده شده‌اند.
رم جت‌ها اغلب با پالس جت‌ها اشتباه گرفته می‌شوند که از احتراق متناوب استفاده می‌کنند، اما رم جت‌ها از فرایند احتراق پیوسته استفاده می‌کنند و یک نوع کاملاً متمایز از موتور جت هستند.